# روري بارنز
روري بارنز (بالإنجليزية: Rory Barnes)‏ هو كاتب للأطفال وكاتب أسترالي، ولد في 1946 في لندن في المملكة المتحدة.